# Ново поколение книги-игри
„Ново поколение книги-игри“ (на английски: Virtual Reality series) е поредица от книги-игри на Дейв Морис и Марк Смит от 1993 и 1994 година. В България са издадени от ИК „Сова“ през 1994 година. През 2024 година излиза книгата „Сърце от лед“ от поредицата „Виртуални приключения“ на „Гени-Джи“.

## Поредицата в България
- „Ново поколение книги-игри // Virtual Reality series // Виртуални приключения“
  - 1. „В бездната сред мъртъвците“ // Down Among the Dead Men (1993, Reed Consumer Books, ISBN 0-749-71485-9)
  - 2. „Зелена кръв“ // Green Blood
  - 3. „Кълбото на омразата“ //  The Coils of Hate
  - 4. „Огърлица от черепи“ // Necklace of Skulls (1993, Reed Consumer Books, ISBN 0-749-71487-5)[2]
  - 5. „Сърце от лед“ // Heart of Ice (1994, Reed Consumer Books, ISBN 0-749-71674-6)[1]
  - 6. „Обрат на съдбата“ // Twist of Fate (1994, Reed Consumer Books, ISBN 0-749-71675-4)